# Дагни Линда Кристьяунсдоуттир
Дагни Линда Кристьяунсдоуттир (исл. Dagný Linda Kristjánsdóttir; 8 ноября 1980, Акюрейри) — исландская горнолыжница. Участница двух Олимпийских игр и трёх чемпионатов мира.

## Карьера
В международных соревнованиях под эгидой FIS Дагни Линда Кристьяунсдоуттир дебютировала в родном городе Акюрейри в апреле 1996 года. Год спустя одержала первую международную победу, выиграв соревнования по гигантскому слалому. В конце 1990-х активно выступала в FIS-стартах, проходивших в основном в Исландии и скандинавских странах.
В 2001 году дебютировала на высшем уровне, стартовав в трёх гонках чемпионата мира, прошедшего в австрийском Санкт-Антоне. Лучший результат исландская спортсменка показала в скоростном спуске, где финишировала на 32-й позиции.
На Олимпийских играх дебютировала в 2002 году, где участвовала в четырёх видах программы, но только в скоростном спуске смогла добраться до финиша и заняла 31-е место. Также Кристьяунсдоуттир была знаменосцем исландской команды на церемонии открытия Игр.
В декабре 2002 года исландка впервые в карьере стартовала в Кубке мира. На дебютной гонке, слаломе в швейцарском Ленцерхайде она заняла 44-е место. В промежутке с 2002 по 2007 год стартовала в 36 гонках Кубка мира, но кубковых очков не зарабатывала. Её лучшим результатом оказалось 31-е место в скоростном спуске на этапе Кубка мира в Санкт-Морице в декабре 2007 года.
На своей второй Олимпиаде Дагни Линда вновь была знаменосцем сборной и выступила в четырёх видах программы, дважды занимая 23-е место в скоростных видах.
Завершила карьеру в 2008 году, с 2013 года работает преподавателем в университете Акюрейри.

## Выступления на Олимпийских играх
| Олимпийские игры    | Скоростной спуск | Супергигант | Гигантский слалом | Комбинация |
| ------------------- | ---------------- | ----------- | ----------------- | ---------- |
| 2002 Солт-Лейк-Сити | 31               | DNF         | DNF               | DNF        |
| 2006 Турин          | 23               | 23          | DNF               | 28         |

## Выступления на Чемпионатах мира
| Чемпионат мира   | Скоростной спуск | Супергигант | Гигантский слалом | Комбинация |
| ---------------- | ---------------- | ----------- | ----------------- | ---------- |
| Санкт-Антон 2001 | 32               | 37          | DNF               | —          |
| Санкт-Мориц 2003 | 32               | 27          | —                 | 19         |
| Оре 2007         | 26               | 26          | 45                | DSQ        |